# Oligoenoplus luzonicus
Oligoenoplus luzonicus là một loài bọ cánh cứng trong họ Cerambycidae.